# Исчезновение Эмануэлы Орланди

Эмануэла Орланди

Эмануэла Орланди (14 января 1968 года — ?) — школьница из Ватикана, таинственным образом исчезнувшая без вести 22 июня 1983 года. На протяжении многих лет появлялись сообщения о нахождении Орланди в различных местах, но все они не подтвердились.
В январе 2023 года Ватикан начал собственное расследование дела Орланди. В том же году итальянская полиция также возобновила своё расследование этого исчезновения.

## Исчезновение и его расследование
Эмануэла Орланди родилась и жила в Ватикане, она была четвёртым ребёнком в своей семье. Училась в лицее в Риме. Ходила в музыкальную школу, где играла на флейте и пела в хоре. В день исчезновения она опоздала в школу. В телефонном разговоре с сестрой Эмануэла сказала ей, что встретила представителя фирмы Avon, и он предложил ей работу. После уроков она сказала то же самое своей подруге. В 15:00 её увидели садящейся в BMW тёмного цвета. С тех пор она пропала без вести.
Родители довольно быстро забили тревогу, полиция признала Эмануэлу пропавшей без вести на следующий же день. Несмотря на активное расследование, Эмануэла найдена не была.
Мехмет Али Агджа считал, что девочка была похищена агентами организации «Бозкурт». Он также связывал Орланди с исчезнувшей Миреллой Грегори, девочкой из Рима (пропала без вести 7 мая 1983 года). С этой версией был согласен судья Фердинандо Импосимато; он утверждал, что после похищения Орланди жила в Париже, в мусульманском сообществе.

## В массовой культуре
- Документальный ролик «Загадочное исчезновение Эмануэлы Орланди» из цикла «Дорога на северо-запад».
- Документальный ролик  «Загадочное исчезновение в Ватикане: Эмануэла Орланди» из цикла «Неразгаданные тайны».